# Liédson
Liédson da Silva Muniz (* 17. Dezember 1977 in Cairu, Bahia), bekannt als Liédson, ist ein ehemaliger portugiesischer Fußballspieler brasilianischer Herkunft, der beim brasilianischen Erstligisten Flamengo Rio de Janeiro seine Karriere beendete.

## Vereinskarriere
Liédson wuchs in Cairu im brasilianischen Bundesstaat Bahia auf. Bevor er bei Sporting spielte, war Liédson nur in Brasilien tätig.
Von 2003 bis 2011 spielte der Stürmer für Sporting Lissabon in der portugiesischen SuperLiga. Von den Sportingfans wurde er „Levezinho“ genannt. In der Saison 2004/05 und 2006/07 war er Topscorer der portugiesischen SuperLiga; er erzielte insgesamt über 100 Tore für seinen Club. Am 7. März 2010 erzielte er alle vier Tore beim 4:0-Auswärtssieg gegen den Lokalrivalen Belenenses Lissabon.
Mitte 2011 kehrte er wieder nach Brasilien zum Corinthians São Paulo zurück. Anfang August unterschrieb Liédson beim brasilianischen Flamengo Rio de Janeiro einen Vertrag bis Ende 2013. Im Januar 2013 lieh der portugiesische Meister FC Porto den Stürmer für den Rest der Saison aus. Bei Porto erhielt er die Rücknummer 19.

## Nationalmannschaft
In seinem ersten Länderspiel für die portugiesische Fußballnationalmannschaft köpfte er am 5. September 2009 das 1:1 gegen Dänemark in der Qualifikation zur Weltmeisterschaft 2010.

## Auszeichnungen
Coritiba
- Torschützenkönig der Copa Sul-Minas: 2002